# Пахаревский сельский совет
Пахаревский сельский совет (укр. Пахарівська сільська рада, крымскотат. Paharevka köy şurası) — согласно законодательству Украины — административно-территориальная единица в Джанкойском районе Автономной Республики Крым, расположенная в восточной части Джанкойского района, в степной зоне полуострова. Население по переписи 2001 года — 1718 человек, площадь 36 км².
К 2014 году в состав сельсовета входило 2 села:
- Пахаревка
- Выпасное

## История
Сельсовет был образован 1 октября 1979 года путём выделения села Пахаревка из состава Новокрымского сельсовета и села Выпасное из Целинного сельсовета. С 12 февраля 1991 года сельсовет в восстановленной Крымской АССР, 26 февраля 1992 года переименованной в Автономную Республику Крым. С 21 марта 2014 года в составе Крыма аннексирован Россией. Законом «Об установлении границ муниципальных образований и статусе муниципальных образований в Республике Крым» от 4 июня 2014 года территория административной единицы была объявлена муниципальным образованием со статусом сельского поселения.